# نارودنیک

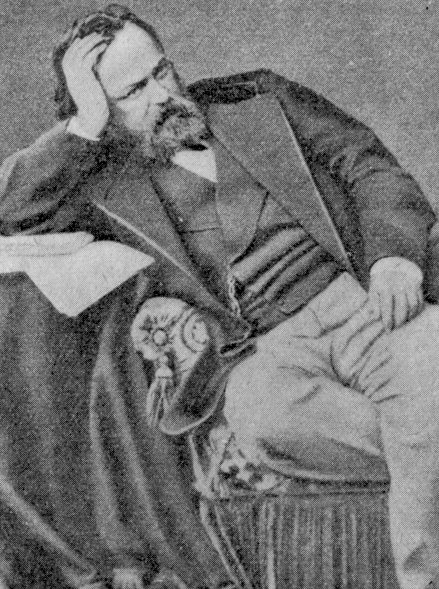
الکساندر هرزن

نارودنیک‌ها (روسی: народники، تلفظ: [nɐˈrodnʲikʲi]) جنبشی اجتماعی در طبقهٔ متوسط روسیه در دهه‌های ۱۸۶۰ و ۱۸۷۰ بود که برخی از اعضای آن به تبلیغات انقلابی علیه حکومت تزاری می‌پرداختند. ایدئولوژی آن‌ها به نارودنیچستوو (народничество) موسوم بود که یک ایدئولوژی‌ ملهم از سوسیالیسم دهقانی و پوپولیسم است. این واژه از کلمهٔ روسی نارود (народ) به معنی مردم گرفته شده‌است که اغلب به «پوپولیسم» نیز ترجمه می‌شود. شعار معروف نارودنیک‌ها «به راه مردم می‌رویم» (хождение в народ) بود. اگرچه این جنبش در زمان خود دستاوردهای کمی داشت، اما نارودنیک‌ها اجداد سیاسی و روشنفکری سوسیالیست‌های انقلابی بودند که تاریخ روسیه را در سدهٔ بیستم عمیقاً تحت تأثیر قرار دادند.